# Keenan Robinson
Keenan Robinson (Omaha, 7 luglio 1989) è un ex giocatore di football americano statunitense che ha militato nel ruolo di linebacker nella National Football League. Fu scelto nel corso del quarto giro (119º assoluto) del Draft NFL 2012 dai Washington Redskins. Al college ha giocato a football a coi Texas Longhorns.

## Carriera professionistica

### Washington Redskins
Considerato uno dei migliori linebacker disponibili nel Draft 2012, Robinson fu scelto nel quarto giro dai Redskins. Il coordinatore difensivo, Jim Haslett, annunciò che Robinson sarebbe passato dal ruolo di outside linebacker a quello di inside linebacker. Dopo la settimana 12, a causa di un infortunio al muscolo pettorale subito nella gara contro i Dallas Cowboys, fu inserito in lista infortunati per il resto della stagione. Nella sua stagione da rookie disputò 11 gare, nessuna delle quali come titolare, mettendo a segno 11 tackle.
Il 25 luglio 2013 fu annunciato che Robinson avrebbe perso l'intera stagione 2013 a causa di un nuovo infortunio al muscolo pettorale. Tornò in campo partendo come titolare nella prima gara della stagione 2014. Nella settimana 7 contro i Tennessee Titans mise a segno un nuovo primato personale di 14 tackle, venendo premiato come miglior difensore della NFC della settimana.

### New York Giants
Il 10 marzo 2016, Robinson firmò con i New York Giants.

## Palmarès
- Difensore della NFC della settimana: 1

7ª del 2014

## Statistiche
| Partite totali      | 11 |
| Partite da titolare | 0  |
| Tackle              | 11 |
| Sack                | 0  |
| Intercetti          | 0  |
| Fumble recuperati   | 0  |

Statistiche aggiornate alla stagione 2013